# Mont Hira
Le mont Hira (平ヶ岳, Hira-ga-take) est une montagne du Japon qui s'élève à la limite des préfectures de Gunma et de Niigata et qui figure dans la liste des cent montagnes célèbres du Japon.